# Mirosław Graf
Mirosław Graf (ur. 5 czerwca 1959) – polski skoczek narciarski, trener, działacz, były burmistrz Szklarskiej Poręby. Jeden z pierwszych skoczków na świecie stosujących styl V.

## Życiorys

### Kariera sportowa
Miroslaw Graf karierę skoczka rozpoczął w 1969 w klubie Julia Szklarska Poręba. Jego trenerem był Franciszek Szczyrbak. Od 1974 występował w Śnieżce Karpacz (trenerem był Ryszard Witke), potem w Legii Zakopane (prowadził go Jan Furman).
W 1969 doznał (w wyniku upadku na skoczni) skręcenia stawu skokowego, co było w konsekwencji przyczyną zmiany sposobu prowadzenia nart podczas lotu, polegającym na prowadzeniu nart, układając je na kształt litery V. Trenerzy starali się oduczyć go tego „błędu”, polecali mu chodzić ze stopami do środka i montowali szczęki wiązań skierowane do środka wiązania. Styl Grafa dawał jednak dłuższe odległości i bezpieczniejsze skoki. Mimo to, sędziowie oceniający styl dawali mu niskie noty, po 15–16 pkt. Podobny styl kilka lat później stosował Szwed Jan Boklöv. W zawodach o Puchar Polski w Karpaczu Mirosław Graf skakał najdalej, jednak zajął dopiero 4. miejsce. Ustanawiał rekordy skoczni w Miłkowie, Kottmar, Karpaczu (73,5 m) i Lubawce (75,5 m).
Karierę zakończył w 1982, lecz jeszcze po ukończeniu studiów na AWF we Wrocławiu w 1989 startował w zawodach w Szklarskiej Porębie na nowo otwartej skoczni, gdzie wygrał konkurs, ustanawiając rekord skoczni wynikiem 33,5 m.

### Dalsza działalność
Przez wiele lat pracował w Szklarskiej Porębie jako trener skoczków i kombinatorów, prezes klubów, a następnie jako działacz sportowy i samorządowy. Od 1984 r. był nauczycielem wychowania fizycznego w szkołach w Szklarskiej Porębie. Obecnie jest działaczem w Dolnośląskim Okręgowym Związku Narciarskim w Jeleniej Górze oraz przewodniczącym komisji skoków i kombinacji norweskiej w Polskim Związku Narciarskim. Prowadził w Szklarskiej Porębie UKS GRAF-ski w skokach i kombinacji norweskiej. Jego syn, Adrian Graf, reprezentował Polskę na Zimowej Uniwersjadzie 2007 w Turynie w kombinacji norweskiej.
Przystąpił do Platformy Obywatelskiej, stanął na czele struktur tej partii w Szklarskiej Porębie. W 2009 został dyrektorem szpitala „Zespół Profilaktyki i Rehabilitacji” w Janowicach Wielkich. W wyborach samorządowych w 2014, startując z ramienia KWW Gospodarni dla Miasta, został wybrany na urząd burmistrza Szklarskiej Poręby. Uzyskał największe poparcie w I turze głosowania (36,83%), a następnie pokonał dotychczasowego włodarza miasta Grzegorza Sokolińskiego, zdobywając 51,54% głosów (ustąpił wówczas z funkcji dyrektora szpitala). W wyborach cztery lata później uzyskał reelekcję, zdobywając w I turze 46,51% głosów, a w II turze 64,20% głosów (wygrywając z Ryszardem Rzepczyńskim). W wyborach parlamentarnych w 2019 z listy Koalicji Obywatelskiej bez powodzenia kandydował do Sejmu.